# Tupperware

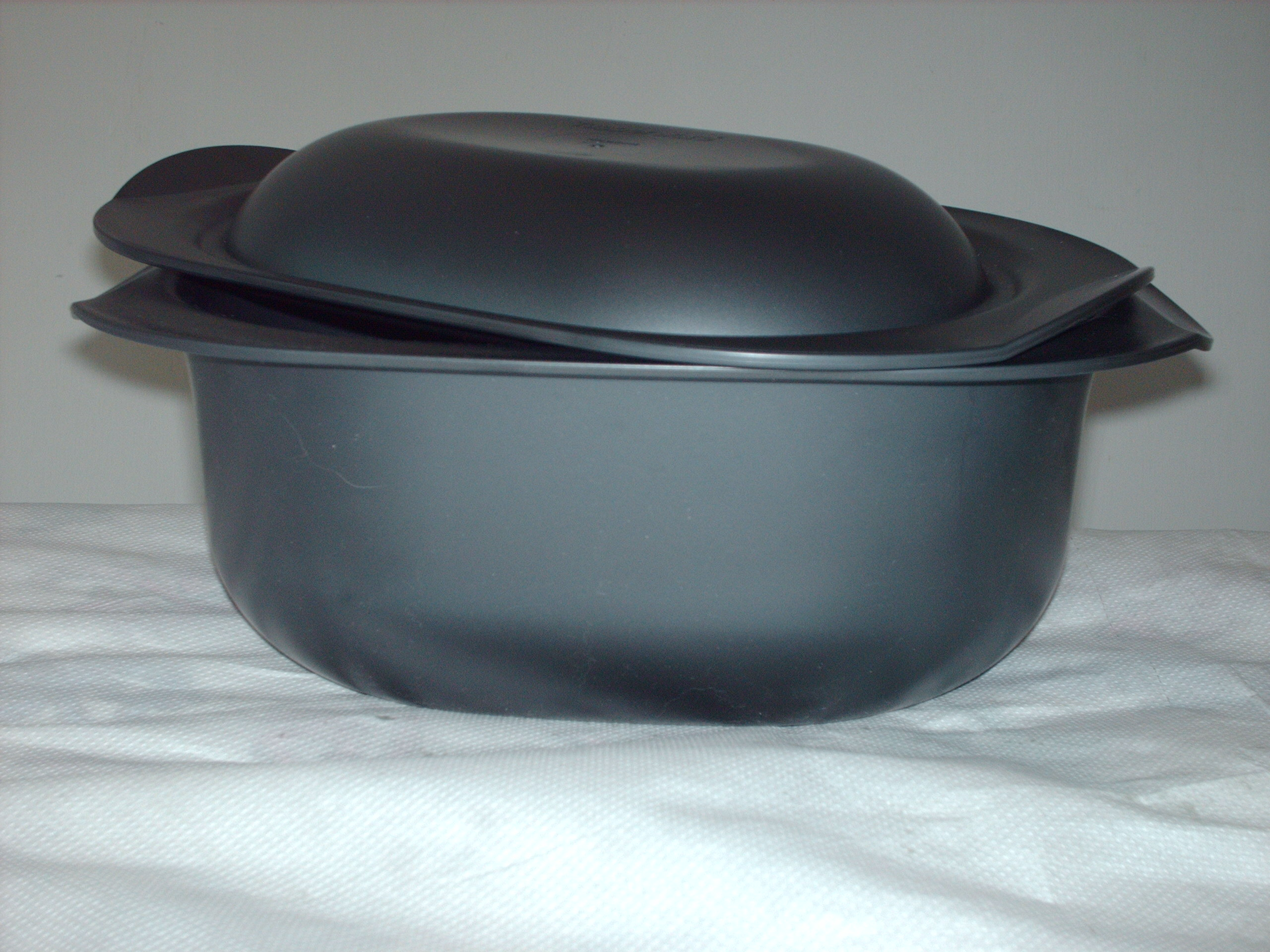
Um tupperware, modelo Ultraplus

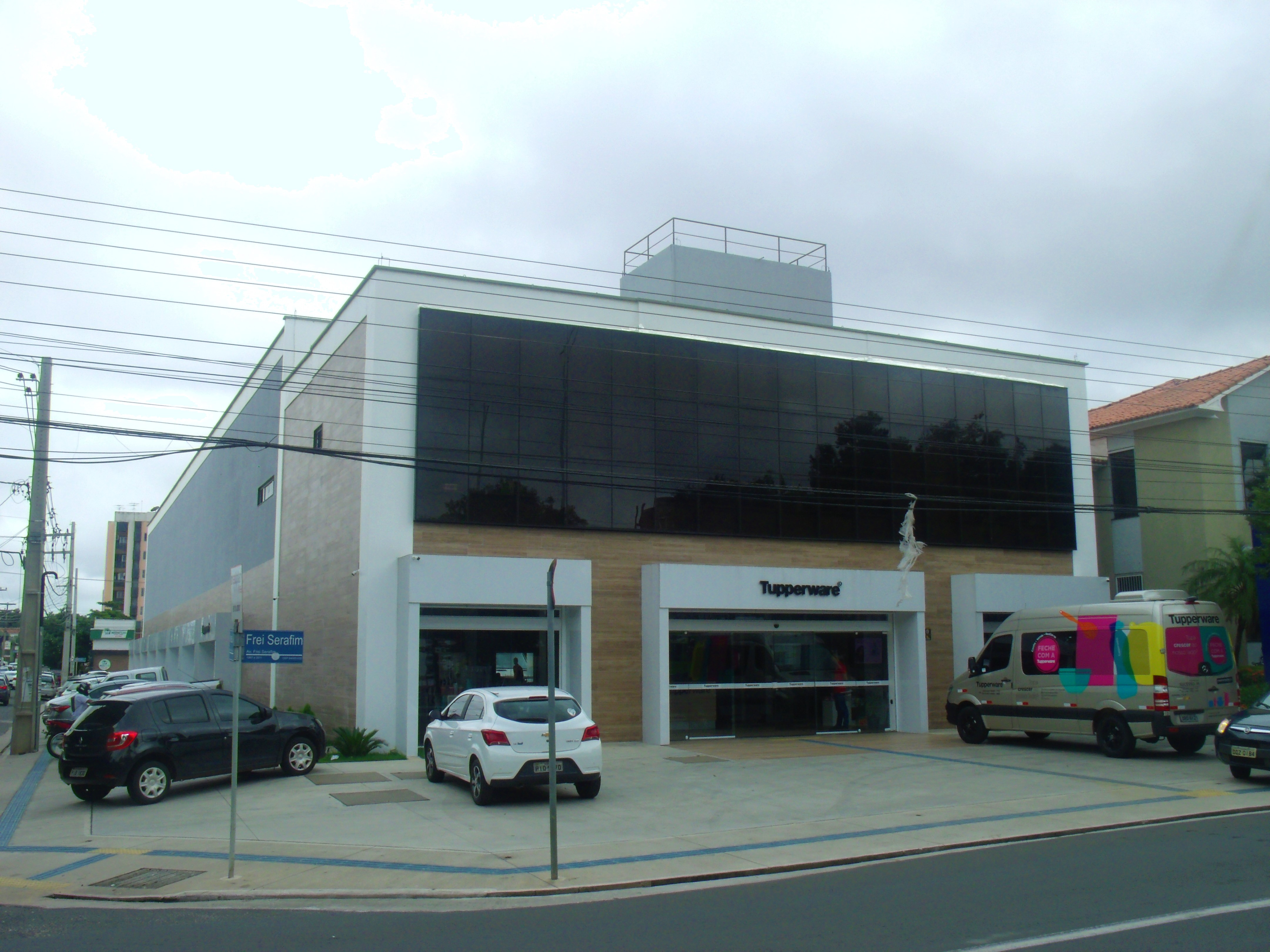
Tupperware na avenida Frei Serafim, em Teresina, Brasil.

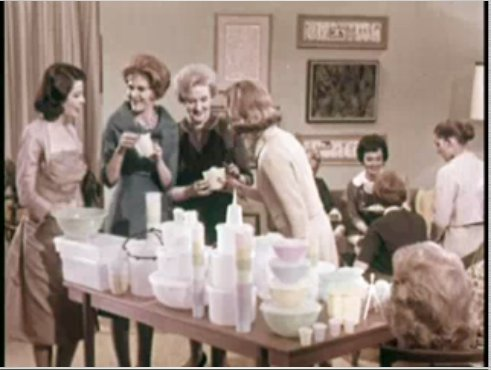
"Tupperware Parties", sistema de demonstração criado por Brownie Wise.

Tupperware é a principal marca da empresa estadunidense Tupperware Brands Corporation, indústria especializada em produtos de policarbonatos, especialmente recipientes para utilização na conservação e preparação de alimentos.

## História
A Tupperware Corporation (atual Tupperware Brands Corporation) foi fundada pelo engenheiro químico americano Earl Silas Tupper em 1944. Em 1946, Tupper lançou uma linha de utensílios plásticos chamado "Tigelas Maravilhosas" que traziam como diferencial o sistema de fechamento hermético, criado para proteger e conservar os alimentos dentro da geladeira.

## Modelo de negócio
Para estimular as vendas, em 1948 ocorreu a primeira «Reunião Tupperware», um evento criado para promover os produtos da empresa. Em 1951, a Tupperware passa a vender diretamente ao consumidor através do sistema de demonstração criado por Brownie Wise, (uma ex vendedora autônoma contratada pela empresa) e que se consistia em recrutar mulheres para vender Tupperware em sua própria vizinhança por meio das "Tupperware Parties" (festas da Tupperware). O modelo se popularizou e em 1963, a empresa estava na Europa, Japão e Austrália. 
A marca tem presença em Portugal desde 1965 e cont com uma fábrica em Montalvo, Abrantes de 1980 a 2024.
No Brasil, ela veio a se popularizar na década de 1970.